# Shirley Krenak
Shirley Djukurnã Krenak é uma professora, escritora, comunicadora, artista, e ativista indígena brasileira do povo indígena Krenak, do leste do estado de Minas Gerais. Ela também é líder dos Krenak. Foi uma das primeiras mulheres indígenas a ingressar em um curso superior no Brasil, no final dos anos 1990.

## Biografia
Seu nome Djukurnã significa "mulher sempre disposta, pois é portadora do espírito que nunca envelhece". Ela é filha de Waldemar Itchochó Krenak, outra importante liderança dos borum.
Desde os 13 anos de idade, é representante dos direitos indígenas e luta pela preservação do meio-ambiente e da espiritualidade ancestral. Atua em prol dos direitos das mulheres indígenas e desempenha papel fundamental na aproximação dentre universidade pública, povos originários e saberes ancestrais.
Shirley é educadora e coordenadora pedagógica nos programas de extensão Núcleo de Agroecologia (Nagô) e Centro de Referência em Direitos Humanos (CRDH). Atualmente, desenvolve diversos projetos educacionais e de fomento à cultura indígena, sendo autora dos livros "A onça protetora" e "Krenak ererré". Coordena o Instituto Shirley Djukurnã Krenak, que fundou em 2020, uma associação sem fins lucrativos criada para contribuir e assessoras muitas das atividades sociais, culturais e socioambientais de Shirley Krenak.

## Vida pessoal
Shirley Djukurnã Krenak é irmã de Geovani Krenak e Douglas Krenak.

## Obra
- 2010 - Dicionário Krenak-Português, com o irmão Geovani e com Maria Thereza Alves[2]

## Reconhecimento
- 2023 - Doutora honoris causa pela Universidade Federal de Juiz de Fora (UFJF)[2]